# Volleyball Club Lorentzweiler
Il Volleyball Club Lorentzweiler è la società pallavolistica maschile lussemburghese con sede a Contern. Attualmente milita nel massimo campionato lussemburghese.

## Storia della società
Il club esiste dal 1974 e dal 1986 staziona tra le migliori squadre del campionato lussemburghese.
Nella stagione 2004-05 è arrivato il titolo di Campione del Lussemburgo. Grazie a questo successo è stato acquisito il diritto di partecipare l'anno successivo alla Top Teams Cup, esperienza chiusa al primo turno con una doppia sconfitta per 3-0 contro il team irlandese dell'University of Ulster.

## Palmarès
- Campionato lussemburghese: 1

2004-05